# Georgi Vasiliev (voetballer, 1946)
Georgi Vasiliev (Bulgaars: Георги Василев) (Bobov Dol, 9 augustus 1946) was een Bulgaars voetballer en voetbalcoach.

## Loopbaan
Vasiliev begon voetballen bij Cherveno Zname. Hij speelde in 1969 tot met 1977 voor Etar, Hij speelde 220 wedstrijden en hij scoorde 32 doelpunten.
Hij werd in 1979 aangesteld als een assistent trainer bij FC Etar en vervolgens trainer tot met 1984. In 1984-1985 stond hij aan het roer van Spartak Pleven en in 1985-1986 was hij de assistent-manager van het Bulgaarse voetbalelftal.
Hij is geëerd als de coach van de 20e eeuw van Veliko Tarnovo.

## Privéleven
Vasiliev studeert af als een vak geschiedenis in Veliko Tarnovo Universiteit.